# Mali Gradac
Mali Gradac is een plaats in de gemeente Glina in de Kroatische provincie Sisak-Moslavina. De plaats telt 166 inwoners (2001).